# Mistrovství Evropy dorostenců v orientačním běhu 2018
15. Mistrovství Evropy dorostenců v orientačním běhu (anglicky EYOC 2018) proběhlo ve dnech 28. června — 1. července 2018. Mistrovství Evropy hostilo Bulharsko s hlavním centrem ve městě Veliko Tarnovo, které leží na řece Jantra v severní části státu.

## Program závodů
Program Mistrovství Evropy byl zveřejněn v souladu s Pravidly IOF v Bulletinu číslo čtyři:
| Den         | Závod          | Centrum závodu |
| ----------- | -------------- | -------------- |
| 28. červen  | Modelový závod | Veliko Tarnovo |
| 29. červen  | Sprint         | Veliko Tarnovo |
| 30. červen  | Long           | Veliko Tarnovo |
| 1. červenec | Štafety        | Veliko Tarnovo |

## Česká dorostenecká reprezentace na EYOC
| H16                           | H16                           | H16                           | H16                           | D16                           | D16                           | D16                           | D16                           |
| ----------------------------- | ----------------------------- | ----------------------------- | ----------------------------- | ----------------------------- | ----------------------------- | ----------------------------- | ----------------------------- |
| - Umístění českých dorostenců | - Umístění českých dorostenců | - Umístění českých dorostenců | - Umístění českých dorostenců | - Umístění českých dorostenek | - Umístění českých dorostenek | - Umístění českých dorostenek | - Umístění českých dorostenek |
| Jméno                         | Sprint                        | Long                          | Štafety                       | Jméno                         | Sprint                        | Long                          | Štafety                       |
| Jakub Chaloupský              | 10. místo                     | 7. místo                      | 1. místo                      | Markéta Mulíčková             | 15. místo                     | DISK                          | 3. místo                      |
| Lukáš Vitebský                | 17. místo                     | 18. místo                     | 1. místo                      | Michaela Dittrichová          | 16. místo                     | 30. místo                     | 3. místo                      |
| Šimon Mareček                 | 2. místo                      | 27. místo                     | 1. místo                      | Anna Karlová                  | 26. místo                     | 5. místo                      | 3. místo                      |
| Jan Rücker                    | 28. místo                     | 43. místo                     | x                             | Tereza Chrástová              | 8. místo                      | 34. místo                     | x                             |

| H18                           | H18                           | H18                           | H18                           | D18                           | D18                           | D18                           | D18                           |
| ----------------------------- | ----------------------------- | ----------------------------- | ----------------------------- | ----------------------------- | ----------------------------- | ----------------------------- | ----------------------------- |
| - Umístění českých dorostenců | - Umístění českých dorostenců | - Umístění českých dorostenců | - Umístění českých dorostenců | - Umístění českých dorostenek | - Umístění českých dorostenek | - Umístění českých dorostenek | - Umístění českých dorostenek |
| Jméno                         | Sprint                        | Long                          | Štafety                       | Jméno                         | Sprint                        | Long                          | Štafety                       |
| Martin Roudný                 | 11. místo                     | 17. místo                     | 10. místo                     | Jana Peterová                 | 30. místo                     | 25. místo                     | 4. místo                      |
| Jan Rusin                     | 56. místo                     | 25. místo                     | 10. místo                     | Adéla Vandasová               | 53. místo                     | 67. místo                     | x                             |
| Sebastian Filipek             | 73. místo                     | 57. místo                     | x                             | Klára Nechanická              | 22. místo                     | 26. místo                     | 4. místo                      |
| Jan Gajda                     | x                             | 31. místo                     | 10. místo                     | Kateřina Grycová              | 7. místo                      | 39. místo                     | 4. místo                      |